# Občina Solčava
Občina Solčava je ena od občin v Republiki Sloveniji. Njeno središče je vas Solčava.
Geografske znamenitosti v občini so Logarska dolina s slapom Rinka in izvirom potoka Črna (izvira reke Savinje, alpski dolini Robanov in Matkov kot, izvir Kisla voda in druge. Cestna povezava iz štajerske smeri je preko Luč, iz koroške pa preko Pavličevega sedla iz Koroške Bele (Avstrija) in po panoramski cesti iz Črne na Koroškem.
Ob panoramski cesti, speljani pod goro Olševa je tudi Bukovnikova kmetija, ki je z nadmorsko višino 1327 m najvišje ležeča kmetija v Sloveniji. Na sami državni meji z Avstrijo je arheološko najdišče, jama Potočka zijalka.

## Naselja v občini
Logarska Dolina, Podolševa, Robanov Kot, Solčava